# Jan Kanty Rychlicki
Jan Kanty Rychlicki (ur. 22 października 1808 w Wąchocku, zm. 20 listopada 1898 w Saint Louis) – powstaniec listopadowy, emigrant. „Jeden z pierwszych Polaków – osiedleńców w St. Louise i najbardziej cenionych pionierów” tamtych terenów.
Pochodził z rodziny ziemiańskiej. Był synem Floriana i Józefy z domu Bzinkowskiej. Szkołę średnią w Radomiu ukończył z wyróżnieniem. W 1827 rozpoczął studia w zakresie prawa, języków obcych i inżynierii na Wydziale Nauk i Sztuk Pięknych Uniwersytetu Warszawskiego. Doceniany przez profesorów, w czasie studiów został prywatnym nauczycielem synów Jana Wincentego Bandtkiego. Kiedy w 1830 wybuchło powstanie listopadowe, Jan Kanty Rychlicki odrzucił atrakcyjną ofertę pracy w sądzie i wstąpił do oddziałów powstańczych. Brał udział w kampanii polsko-rosyjskiej. Uczestnicząc w wyprawie Józefa Zaliwskiego został aresztowany w 1833 roku i internowany w Szpilbergu i Brnie, a następnie, w 1834, deportowany na statku „Hebe” do USA.
W Stanach Zjednoczonych był współzałożycielem Komitetu Polskiego, utworzonego 1 kwietnia 1834, mającego na celu ułatwienie osiedlenia się emigrantów w Ameryce. 9 kwietnia 1834 podpisał petycję do Kongresu. Mieszkając na stałe w Saint Louis, przez ponad 28 lat pracował jako inżynier nadzorujący obszary rolne. Miał liczne potomstwo: pięć córek i czterech synów. Jego córka, Maria Józefina Rychlicka, była jedną z dwóch studentek, pierwszych kobiet, które w 1873 ukończyły Uniwersytet w St. Louis.